# Pseudorhaphitoma perplexior
Pseudorhaphitoma perplexior é uma espécie de gastrópode do gênero Pseudorhaphitoma, pertencente a família Mangeliidae.